# John All Barham

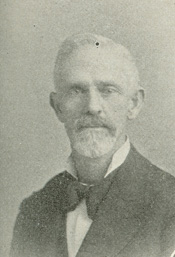
John All Barham

John All Barham (* 17. Juli 1843 im Cass County, Missouri; † 22. Januar 1926 in Santa Rosa, Kalifornien) war ein US-amerikanischer Politiker. Zwischen 1895 und 1901 vertrat er den Bundesstaat Kalifornien im US-Repräsentantenhaus.

## Werdegang
Im Jahr 1849 zog John Barham mit seinen Eltern nach Woodland in Kalifornien, wo er die öffentlichen Schulen sowie das Hesperian College besuchte. Zwischen 1864 und 1876 war er als Lehrer tätig. Nach einem Jurastudium und seiner 1865 erfolgten Zulassung als Rechtsanwalt begann er in verschiedenen Städten auch in diesem Beruf zu arbeiten. Gleichzeitig schlug er als Mitglied der Republikanischen Partei eine politische Laufbahn ein.
Bei den Kongresswahlen des Jahres 1894 wurde Barham im ersten Wahlbezirk von Kalifornien in das US-Repräsentantenhaus in Washington, D.C. gewählt, wo er am 4. März 1895 die Nachfolge von Thomas J. Geary antrat. Nach zwei Wiederwahlen konnte er bis zum 3. März 1901 drei Legislaturperioden im Kongress absolvieren. Diese waren von den Ereignissen des Spanisch-Amerikanischen Krieges von 1898 bestimmt. Ab 1897 war Barham Vorsitzender des Committee on Mileage. Im Jahr 1900 verzichtete er auf eine weitere Kandidatur.
Nach dem Ende seiner Zeit im US-Repräsentantenhaus praktizierte John Barham wieder als Anwalt. Er starb am 22. Januar 1926 in Santa Rosa, wo er auch beigesetzt wurde.